# Rachel Bright
Rachel Bright (Inglaterra, 16 de diciembre de 1985) es una actriz británica, más conocida por haber interpretado a Poppy Meadow en la serie EastEnders. 

## Carrera
El 11 de enero de 2011, se unió al elenco recurrente de la exitosa serie británica EastEnders, donde interpretó a Poppy Meadow hasta el 14 de noviembre del mismo año. Más tarde, en junio de 2012, regresó a la serie y en octubre del mismo año se anunció que Poppy se había vuelto parte del elenco principal de la serie hasta su última aparición que fue el 30 de enero de 2014.
En 2012 apareció como invitada en la serie médica Doctors, donde interpretó a Tara Pendall.

## Filmografía
Televisión:
| Año               | Serie      | Personaje    | Notas                            |
| ----------------- | ---------- | ------------ | -------------------------------- |
| 2011, 2012 - 2014 | EastEnders | Poppy Meadow | 147 episodios                    |
| 2012              | Doctors    | Tara Pendall | episodio "Children of the Night" |

Películas:
| Año   | Título                       | Personaje | Notas                                                                         |
| ----- | ---------------------------- | --------- | ----------------------------------------------------------------------------- |
| 2012  | Life Just Is                 | Anna      | junto a Will de Meo, Jack Gordon, Nathaniel Martello-White & Paul Nicholls    |
| 2012  | Eradicate                    | Hija      | corto - junto a Luke Newberry, Johnny Palmiero & Eddie Webber                 |
| 2011  | No Escape                    | -         | corto - junto a Jamie Kenna                                                   |
| 2010  | Red Balloon                  | Julie     | corto - junto a Gareth Bennett-Ryan, Chantal Eder, Taryn Kay & Rebecca Pitkin |
| 20101 | Sometimes the Moon Is Velvet | Hettie    | corto - junto a Joseph Mawle                                                  |
| 2010  | Scrabble                     | Rachel    | corto - junto a Michael Norledge & Timothy O'Hara                             |
| 2010  | Silly Billy                  | Kelly     | corto - junto a Duncan Cowan, Rachel Dobell & Simon Duckworth                 |
| 2008  | Canbury                      | Rachael   | corto - junto a Charlotte Coy, Sari Easton, Lachlan McCall & James Wallace    |
| 2008  | Sell Out                     | Joven     | corto - junto a Stephen Lloyd                                                 |
| 2008  | Paintbrush                   | Marisa    | corto - junto a Alex Adams, Charlotte Coy, Vanessa Govinden & Peter Harmer    |
| 2008  | American Dream               | Molly     | corto - junto a Lily Yarborough, Steven Lobman & Marissa Bregman              |